# Harrisia serruliflorus
Harrisia serruliflorus là một loài thực vật có hoa trong họ Cactaceae. Loài này được (Haw.) Lourteig mô tả khoa học đầu tiên năm 1991.